# Marigné
Marigné korábbi község Franciaország Loire mente régiójában, Maine-et-Loire megyében. 2016. december 15-én hat másik korábbi községgel egyesült és Les Hauts-d’Anjou új község része lett.
Lakosainak száma 690 fő (2018. január 1.). Marigné Champigné, Chenillé-Champteussé, Chenillé-Changé, Cherré, La Jaille-Yvon, Querré, Sœurdres, Daon, Ménil és Champteussé-sur-Baconne községekkel határos.

## Népesség
A település népességének változása:
| Lakosok száma | 642  | 584  | 575  | 514  | 523  | 605  | 652  | 686  | 691  | 690  |
|               | 1968 | 1975 | 1982 | 1990 | 1999 | 2006 | 2011 | 2013 | 2017 | 2018 |